# Uusi-Vilka
Uusi-Vilka (en carélien : Uuzi-Vilgu, en finnois : Uusi-Vilka, en russe : Но́вая Ви́лга, Novaja Vilga) est une municipalité rurale du raïon des rives de l'Onega en république de Carélie.

## Géographie
L'agglomération est située sur l'autoroute R21 reliant Saint-Pétersbourg et Mourmansk et la route Petroskoi-Värtsilä, à 14 kilomètres à l'ouest de Petroskoi.
La zone rurale d'Uusi-Vilka est bordée à l'est par Petroskoi et Puujoki, au sud-est par Latva-Vetka, au sud-ouest par Pyhäjärvi du raïon de Priaja, à l'ouest par Priaja et Matroosa, au nord-ouest par Tchalna et au nord-est par Suoju.

## Démographie
Recensements (*) ou estimations de la population
| 2009  | 2010  | 2013  | - |
| ----- | ----- | ----- | - |
| 1 600 | 1 579 | 1 765 | - |